# Provincia del Nord (Sierra Leone)
La provincia del Nord è una delle tre province della Sierra Leone. Copre un'area di 35,936 km² ed ha una popolazione di 2.502.865 (secondo il censimento del 2015). Il suo centro amministrativo è Makeni.

## Distretti
La provincia è divisa in cinque distretti:
- Distretto di Bombali con capoluogo Makeni
- Distretto di Kambia con capoluogo Kambia
- Distretto di Koinadugu con capoluogo Kabala
- Distretto di Port Loko con capoluogo Port Loko
- Distretto di Tonkolili con capoluogo Magburaka.